# Карой Пап
Карой Пап (6 квітня 1872, Ракошино — 18 грудня 1954, Дебрецен) — угорський історик літератури та університетський професор.

## Діяльність
Середню освіту здобув у Лютеранській реформатській середній школі в Надькереш, а вищу — в Університеті Клуж-Напоки, де у 1894 році став доктором гуманітарних наук. Двічі вигравав університетську нагороду за свою літературну дисертацію. У 1894—1895 роках був заступником викладача в Торговій академії в Клуж-Напоці; наступного року, як викладач-практик, викладав у гімназії Будапештського учительського інституту, виступаючи надзвичайним студентом для лекцій з естетики, літератури та історії мистецтва в університеті. Потім він поїхав за державну стипендію на два роки навчатися за кордон до Італії та Німеччини, куди згодом потрапив кілька разів.
З 1909 року викладав в Академії мистецтв у Дебрецені. У 1914—1942 роках — професор історії літератури в Дебреценському університеті, у 1916—1917 роках —  декан факультету мистецтв, а у  1924—1925 роках — ректор університету. Також очолював Національний інститут підготовки вчителів середньої школи та гурток Csokonai в Дебрецені.
Написав важливу главу в історії народної акторської майстерності, опублікувавши книгу про життя та творчість Еде Тота. Редагував рукописні роботи Яноша Арані та Іштвана Горвата, які залишились у рукописі. У своїх ретельно написаних дослідженнях він виявляється інтелектуальним спадкоємцем Жолта Беоті.

## Творчість
- Tóth Ede élete és művei (Kolozsvár, 1894)
- Irodalomtörténeti vonatkozások Kölcsey leveleiben (Debrecen, 1911)
- Arany János magyar irodalomtörténete (Budapest, 1911)
- Arany János-emlékkönyv szerk. (Budapest, 1932-34)
- Horvát István magyar irodalomtörténete (Budapest, 1934).